# Amelinae
Amelinae — єдина підродина богомолів у складі родини Amelidae. За систематикою богомолів, що була запропонована 2019 року до складу підродини входять триби Amelini та Litaneutriini, з 3 родами в кожній.

## Історія
До 2019 року зазвичай розглядалася як одна з підродин богомолів у складі родини Mantidae. Лише деякими авторами вважалася окремою родиною.
Довгий час містила єдину трибу Amelini з близько 25 родами, але з 2015 року до неї додано окремий рід Amphecostephanus, що раніше належав до родини Hymenopodidae.